# Vjacsaszlav Javhenavics Janovszki
Vjacsaszlav Javhenavics Janovszki (belaruszul: Вячаслаў Яўгенавіч Яноўскі, oroszul: Вячеслав Евгеньевич Яновский [Vjacseszlav Jevgenyjevics Janovszkij]; Vicebszk, Belorusz SZSZK, 1957. augusztus 24. –) amatőrként szovjet színekben versenyző visszavonult belarusz ökölvívó.

## Amatőr eredményei
- 1985-ben bronzérmes az Európa-bajnokságon kisváltósúlyban.
- 1987-ben ezüstérmes az Európa-bajnokságon kisváltósúlyban.
- 1988-ban olimpiai bajnok kisváltósúlyban.

## Profi karrierje
1990-ben kezdte profi pályafutását, de kiemelkedő eredményeket nem ért el. 32 mérkőzéséből 30-at nyert meg, egyet vesztett el, és egy végződött döntetlennel.